# Abipón
Abipón (pl. Abipones; Callagá), južnoamerički indijanski narod koji je živio na donjem toku rijeke Barmejo u argentinskom Chacu. –Jezik što su ga govorili pripada porodici Guaycuruan i imao je najmanje tri dijalekta što nose imena njihovih plemenskih skupina, to su: Nakaigetergehè ili 'šumski narod' ("gente del bosque";), Riikahè ili 'narod s ravnice' ("gente del campo";) i Yaaukanigá (Yaaucaniga) ili 'narode vode' ("gente del agua"). Posljednja skupina Yaaukanigá često se posebno navodi a i dovode se u vezu s Mepene Indijancima. Značenje njihovog imena navodilo bi da su Yaaukanige nekada bili ljudi 'kanua'. -Abipóni su lutali velikim područjem između istočne Parane pa na sjever do Bermeja i rijeke Salado na jugu. Od oružja imali su koplje, luk i strijelu, a kada su se dokopali španjolskih konja, postali su ozbiljna opasnost španjolskom naseljavanju. -Brojno stanje Abipóna iznosilo je oko 5,000, no kroz vrijeme kolonizacije oni su od Španjolaca ukrali preko 100,000 konja. U borbama su uzimali trofeje skalpa, uključujući i kožu nosa i ušiju, odvodili su zarobljenike, i držali domorodačke žene i djecu za robove. Od ljudskih kostiju Abipóni su izrađivali lule i zviždaljke, a iz neprijateljskih lubanja posude. –Španjolska kruna od ranog do sredine 18. stoljeća slala je Jezuite da uspostave mir i zaštite domoroce od abiponskih napada. Ovi utemeljuju misije Reconquista (1748) i Resistancia (1750) na koje su smješteni Abipóni. Plemena Toba i Mocoví što nisu bili obuhvaćeni misijama terorizirali su ove misije i misijske Indijance. Na koncu misije su zatvorene. Misionari su iz Paragvaja protjerani 1768. i 1769., a Abipóni se pokušavaju vratiti svojim lovnim područjima, u čemu su spriječeni od Španjolaca i drugih plemena. Španjolske utvrde i plemena Toba i Mocoví spriječit će ih da se vrate svojim lovištima. Oni će nestati kroz sljedećih 50 godina, bit će pobijeni ili će ih dotući boginje. Ostaci će nestati u kreolskoj populaciji.

## Plemenske skupine
Plemenske skupine Abipona u 17. stoljeću:
- Chaguahazagues, u dolini Calchaquí
- Estoyubec.

U 18. i 19. stoljeću:
- Rukahes,
- Naquetagué, nalazimo ih i pod sličnim varijantama Nacaiguetergehé, Kakaikétergehe, Nakaiketergehe i Nakikergěhe.
- Acaguitaggauehec,
- Yaukanigas (porijeklom od starih Mepene).
- ¿Cayjafaes?,
- Sauceros.

## Etnografija
Socijalna organizacija
Suvremeni Caduveo Indijanci koje je posjetio Lévi –Strauss i opisao u knjizi Tristes Tropiques sačuvali su kulturu starih Mbayá. To je ratničko društvo kakvo nalazimo i kod drugih Guaycuru plemena, pa i kod Abipóna. -Ratničko plemstvo, običan puk i robovi, klase su Guaycuru-zajednice, i Caduvea i Abipóna. Kod Mbayá ti robovi i kmetovi bijahu Guana i Chamacoco Indijanci. Kod Abipóna nalazimo iste klase, pa vjerojatno i sličnu situaciju i u Abipón-plemstvu. Tetoviranje koje također nalazimo u kulturi Abipóna, sredstvo je označavanje staleške pripadnosti. Caduveo Indijanci tetovirali su samo lice, puk cijelo tijelo, slično je vjerojatno vladalo i kod Abipóna, čije su žene tetovirale lice, ruke i grudi. 
Običaji
Abipón i su pripadali kulturnom krugu Chaca, i bijahu veoma srodni drugim Guaycuru plemenima.  Martinu Dobrizhofferu, koji je 18 godina proveo među njima zahvaljujemo na opisu Abipóna. Slično ostalim Guaycuru plemenima, ratovali su zbog ratnih zarobljenika i brzo gubili identitet. Jezik Abipóna također je bio izložen jakim promjenama zbog zabranjivanja upotrijebe svih riječi koje su podsjećale na ime pokojnika (slično nalazimo i kod Puyallup Indijanaca u Washingtonu). Ova zabrana, dovodila je do nastanka velikog broja novih riječi. -Neke simbole kultura drugih američkih plemena, kao kod Munde Indijanaca, a i još nekih, također nalazimo kod starih Abipóna -to je čupanje obrva i trepavica, kako ne bi smetale oštrom pogledu abiponskog ratnika ili lovca.
Bila je prisutna i kuvada.

## Vanjske poveznice
- Abipon  Arhivirana inačica izvorne stranice od 19. lipnja 2006. (Wayback Machine)
- Martin Dobrizhoffer, An Account of the Abipones
- Abipón